# قائمة رؤساء جامعة كولومبيا
رئيس جامعة كولومبيا president of Columbia University هو المسؤول الاول عن جامعة كولومبيا في مدينة نيويورك. تم استحداث هذا المنصب في عام 1754 بموجب الميثاق الملكي الأصلي للجامعة، الصادر عن جورج الثاني، وتم منح سلطة تعيين الرئيس إلى مجلس أمناء مستقل. أوقفت الجامعة اعمالها عند اندلاع الحرب الثورية الأمريكية، والتي لم يشغل خلالها أي فرد منصب الرئيس. عندما تم اعادة عملها من قبل الهيئة التشريعية لولاية نيويورك، تم وضع الجامعة مباشرة تحت سيطرة مجلس أمناء جامعة ولاية نيويورك ؛ مستشارها، جورج كلينتون، شغل منصب الرئيس الفعلي لجامعة كولومبيا. من خلال جهود ألكسندر هاميلتون وجون جاي، تمت إعادة السيطرة على الجامعة إلى مجلس أمناء خاص في عام 1787، والذي يحتفظ حتى يومنا هذا بالحق في تعيين أو عزل الرئيس، الذي يعمل أيضًا في مجلس الأمناء بحكم منصبه. أول رئيس للجامعة هو صموئيل جونسون، الذي تولى المنصب من 1754 إلى 1763، ورئيسها العشرين والحالي هو نعمت شفيق، الذي بدأت فترة ولايتها في 1 يوليو 2023.
عند تأسيس الجامعة، اشترط أعضاء كنيسة ترينيتي في مانهاتن، التي تقع كلية كينغز كوليدج على أرضها، أن يكون كل رئيس عضو في كنيسة إنجلترا ؛ وإلا عادت الأرض إلى الكنيسة. على هذا النحو، كان كل رئيس للجامعة حتى تعيين دوايت د. أيزنهاور أنجليكاني، بينما كان الرؤساء الستة الأوائل، باستثناء ويليام صموئيل جونسون، إما كهنة أو أساقفة أنجليكانيين. كان مايكل آي. سوفرن، الذي تم تعيينه عام 1980، أول رئيس يهودي للجامعة. وفي عام 2023، أصبحت نعمت شفيق أول امرأة تتولى منصب رئيس الجامعة.
من عام 1902 إلى عام 1970، شارك كل رئيس في العلاقات الخارجية في بعض العلاقات: كان نيكولاس موراي بتلر رئيس لمؤسسة كارنيجي للسلام الدولي من عام 1925 إلى عام 1945، وحصل على جائزة نوبل للسلام لترويجه لميثاق كيلوغ-برياند. ; شغل دوايت د. أيزنهاور منصب القائد الأعلى لقوات الحلفاء أثناء الحرب العالمية الثانية، وبعد انتهاء ولايته أصبح رئيس الولايات المتحدة. وكان لكل من غرايسون إل كيرك وأندرو دبليو كوردير دور فعال في تشكيل الأمم المتحدة.

## واجبات الرئيس
كما هو منصوص عليه في النظام الأساسي للجامعة، فمن واجب الرئيس ممارسة السلطة القضائية على جميع شؤون الجامعة؛ الدعوة لعقد اجتماعات خاصة لمجلس إدارة الجامعة وكلياتها وإدارتها؛ تقديم تقرير إلى أمناء جامعة كولومبيا عن حالة الجامعة واحتياجاتها السنوية؛ وإدارة الانضباط. كما أن موافقة الرئيس ضرورية لأي عمل تتخذه هيئة التدريس أو المجلس الإداري، ما لم يتم تجاوز حق النقض بأغلبية ثلثي الأصوات. بالإضافة إلى ذلك، يستطيع الرئيس منح إجازات الغياب، ومنح أعضاء هيئة التدريس الإذن باستخدام مختبرات الجامعة لإجراء التجارب، ومنح الدرجات الأكاديمية والفخرية نيابة عن مجلس الأمناء [الإنجليزية].

## مقر الرئيس

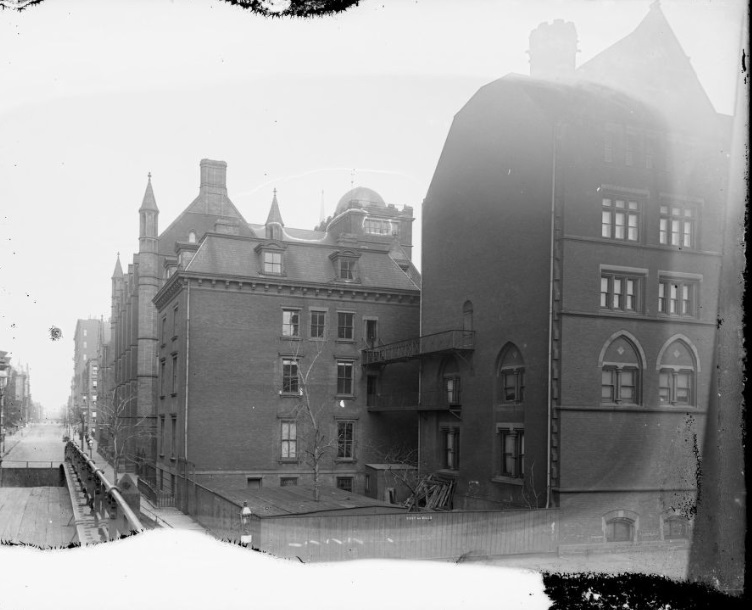
منزل الرئيس (1862-1897) على اليسار في حرم وسط المدينة

في حرم مانهاتن بوسط مدينة كولومبيا (1857-1896)، تم بناء منزل للرئيس في عام 1862 بالقرب من زاوية شارع 49 والجادة الرابعة (لاحقًا بارك أفينيو)، والذي كان بمثابة منزل لكل من تشارلز كينغ وفريدريك أوغسطس بورتر بارنارد. كان بمثابة منزل الرئيس حتى هدم ذلك الحرم الجامعي عام 1897.
تم بناء المقر الحالي لرئيس الجامعة عام 1912، ليكون بمثابة المقر الرسمي حتى عام 1980، عندما اختار الرئيس آنذاك مايكل سوفيرن مواصلة العيش في شقته في الجانب الشرقي. تم النظر في هدم المبنى في وقت متأخر من عام 1991،  على الرغم من أن المبنى خضع لعملية تجديد شاملة في عام 2005.

## القائمة
| #  | الصورة | الرئيس                      | الميلاد   | سنوات المنصب    | الملاحظات |
| -- | ------ | --------------------------- | --------- | --------------- | --- |
| 1  |        | صموئيل جونسون               | 1696–1772 | 1754–1763       | ترك الجامعة بسبب عدم الاستقرار الاقتصادي في الكلية بسبب الحرب الفرنسية والهندية، والصراع مع المشيخيين، وتفشي مرض الجدري في الحرم الجامعي                                                                   |
| 2  |        | مايلز كوبر                  | 1735–1785 | 1763–1775       | هرب إلى إنجلترا بعد أن واجه حشد غاضب ولم يعد أبدًا إلى نيويورك |
| –  |        | بنجامين مور                 | 1748–1816 | 1775–1776       | مؤقت |
| –  |        | جورج كلينتون                | 1739–1812 | 1784–1787       | as chancellor of the University of the State of New York؛ 1st حاكم نيويورك ‏ and later 4th نائب رئيس الولايات المتحدة                                                                                       |
| 3  |        | ويليام صموئيل جونسون        | 1727–1819 | 1787–1800       | signed the دستور الولايات المتحدة؛ served as United States Senator from كونيتيكت |
| 4  |        | تشارلز هنري وارتون          | 1748–1833 | 1801–1801       | لم يحضر قط إلى الحرم الجامعي واستقال في غضون عام |
| 5  |        | بنجامين مور                 | 1748–1816 | 1801–1810       | gave last communion to mortally wounded Alexander Hamilton |
| 6  |        | ويليام هاريس                | 1765–1829 | 1811–1829       | shared authority with Provost ميتشيل ماسون ‏ until 1816; died in office |
| 7  |        | ويليام ألكسندر دوير         | 1780–1858 | 1829–1842       | judge of the New York Supreme Court؛ resigned due to poor health |
| 8  |        | ناثانيل فيش مور             | 1782–1872 | 1842–1849       | previously first full-time library of the college |
| 9  |        | تشارلز كينغ                 | 1789–1867 | 1849–1864       | presided over move to Madison Avenue campus ‏; resigned due to poor health |
| 10 |        | فريدريك أغسطس بورتر بارنارد | 1809–1889 | 1864–1888       | توفي خلال عمله كرئيس للجامعة |
| –  |        | Henry Drisler               | 1818–1897 | 1867, 1888–1889 | مؤقت |
| 11 |        | سيث لو                      | 1850–1916 | 1890–1901       | presided over move to Morningside Heights campus; 23rd mayor of Brooklyn؛ left presidency to become 92nd عمدة مدينة نيويورك                                                                                |
| –  |        | John Howard Van Amringe     | 1836–1915 | 1899            | مؤقت |
| 12 |        | نيكولاس موراي باتلر         | 1862–1947 | 1902–1945       | حائز على جائزة نوبل للسلام عام 1931 |
| –  |        | فرانك فاكنثال               | 1883–1968 | 1945–1948       | مؤقت |
| 13 |        | دوايت أيزنهاور              | 1890–1969 | 1948–1953       | on leave while القائد الأعلى للحلفاء في أوروبا of حلف شمال الأطلسي؛ left position to become the 34th رئيس الولايات المتحدة the following day                                                               |
| 14 |        | غرايسون إل. كيرك            | 1903–1997 | 1953–1968       | تقاعد بعد 1968 protests ‏ |
| 15 |        | أندرو كوردير                | 1901–1975 | 1969–1970       | مؤقت; تولى منصبه على أساس دائم قصير المدى مع إدراك أنه سيتم إجراء بحث عن رئيس لفترة أطول |
| 16 |        | ويليام ماغيل                | 1922–1997 | 1970–1980       | تقاعد |
| 17 |        | مايكل سوفرن                 | 1931–2020 | 1980–1993       | تقاعد |
| 18 |        | جورج ايريك راب ‏             | ولد 1942  | 1993–2002       | تقاعد; اصبح رئيس لجنة الإنقاذ الدولية |
| 19 |        | لي بولنغر                   | ولد 1946  | 2002–2023       | أشرف على بناء الحرم الجامعي في مانهاتن فيل؛ متقاعد |
| 20 |        | نعمت شفيق                   | ولد 1962  | 2023–           | الرئيس السابق ونائب مستشار كلية لندن للاقتصاد؛ اعتقال أكثر من 200 طالب ومتظاهرين آخرين أثناء احتلال الحرم الجامعي المؤيد للفلسطينيين في جامعة كولومبيا عام 2024، وهو أكبر اعتقال جماعي للطلاب منذ عام 1968 |

## انظر ايضا
- رئيس جامعة هارفارد
- رئيس جامعة بنسيلفانيا [الإنجليزية]
- رئيس معهد ماساتشوستس للتقنية [الإنجليزية]